# Lepidopodus nigratipes
Lepidopodus nigratipes är en tvåvingeart som först beskrevs av Jean-Jacques Kieffer 1911.  Lepidopodus nigratipes ingår i släktet Lepidopodus och familjen fjädermyggor.
Artens utbredningsområde är Seychellerna. Inga underarter finns listade i Catalogue of Life.